# Poblat Garbinell
Poblat Garbinell és un conjunt de cases del municipi de l'Escala inclòs en l'Inventari del Patrimoni Arquitectònic de Catalunya.

## Descripció
Situat al sud-est del nucli urbà de la població de l'Escala, a l'extrem més oriental i a la part superior de la muntanya de Montgó, a poca distància de la coneguda Torre d'en Montgó. S'hi accedeix pel carrer Garbinell.
Conjunt de xalets aïllats i grups de cases adossades que conformen la petita urbanització del Poblat Garbinell. Estan edificades en un terreny amb pendent, organitzades al voltant del passatge del Garbinell, el qual presenta dues ramificacions, amb petites zones enjardinades alternades amb les cases. Es tracta d'edificis de caràcter popular i mediterrani, distribuïts en dues o tres plantes i amb les cobertes a diferents vessants de teula. Presenten diverses terrasses, balcons amb baranes d'obra o fusta i algunes tenen escales exteriors per accedir a les plantes superiors. Les obertures són rectangulars, algunes d'elles emmarcades amb pedra, amb algunes finestres d'arc de mig punt i grans portes d'arc rebaixat a la planta baixa, totes amb porticons de fusta. Un altre element que destaca són les xemeneies d'obra que presenten gairebé tots els edificis. Totes les construccions estan arrebossades i pintades de color blanc, amb la particularitat que presenten una decoració impresa amb les petjades de diversos elements com maons, marques de paleta catalana, angles... Aquesta decoració és diferent a cada edifici.

## Història
L'arquitecte gironí Josep Maria Claret i Rubira (1908-1988) va projectar diferents obres emblemàtiques a la comarca de Girona, com la desapareguda Casa Pla (1934), el Xalet Tarrús (1935), la Casa Coll (1935) i la Casa Bech de Careda (1935), entre d'altres. El seu activisme el va portar a fundar el mític GATCPAC (Grup d'Arquitectes i Tècnics Catalans per al Progrés de l'Arquitectura) que renovarà l'arquitectura a la llum dels corrents racionalistes internacionals.

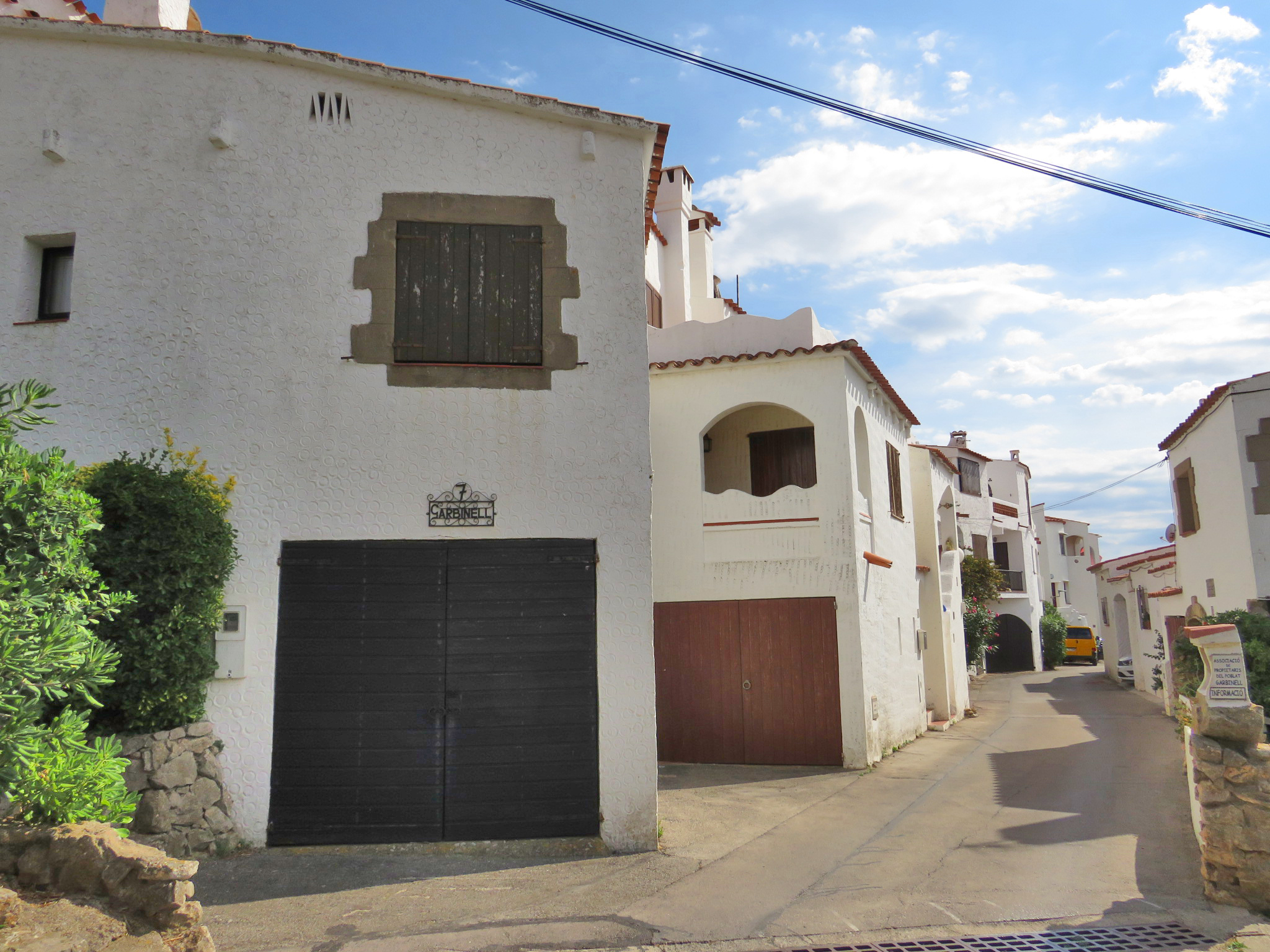
Cases del Poblat Garbinell

A Girona construeix l'Escorxador Turon, a l'antiga fàbrica Cárnica Prócer (1948), diverses cases plurifamiliars com la Casa Vila (1944-1947) o la Casa Teixidor (1945), i es presenta al concurs de projectes per l'edifici de la Delegació Hisenda a Girona (1954). A partir dels anys 60, més influenciat pel funcionalisme, projectà nombrosos conjunts d'apartaments a la costa.
A més de l'escola de Vilajuïga, cal destacar que l'arquitecte projectà i construí, en el mateix període, tot un seguit d'escoles que presenten una forma i estil semblant. A l'Alt Empordà hom pot trobar les següents: Escola Comarcal de la Jonquera, Escola Col·legi Públic Empúries (l'Escala), Escoles de Vilamalla / CEIP Josep de Ribot i Olivas (Vilamalla), Escoles Unitàries / CEIP Marinada (Ordis), Escoles de nens i nenes (Terrades), Escola Unitària (Capmany), Escoles Nacionals / CEIP Pau (Pau), Escoles de Vila-sacra / Sala Polivalent (Vila-sacra), Escoles Noves / Escoles Nacionals (Portbou), Escola de Verges, Escola de Llançà / CEIP Pompeu Fabra (Llançà), Escoles d'Espolla, Les Escoles i cases dels mestres (la Selva de Mar).
L'arquitecte fou membre del GATCPAC (Grup d'Arquitectes i Tècnics Catalans per al Progrés de l'Arquitectura).
L'any 1969 va començar a dissenyar un projecte per a urbanitzar la muntanya de Montgó. Posteriorment, entre els anys 1970 i 1974 es començà a construir la urbanització de xalets aïllats i grups de cases adossades formant el Poblat Garbinell, encara que només es varen construir dos carrers. Els promotors de l'obra foren "Punta Montgó S.A." i clients particulars.